# نیلا کریوکووا
نیلا کریوکووا (انگلیسی: Nila Kriukova; ۱۴ نوامبر ۱۹۴۳ – ۵ اکتبر ۲۰۱۸) بازیگر اهل اتحاد جماهیر شوروی سوسیالیستی بود.